# ترمان زنجنه
ترمان زنجنه (بالفارسية: ترمان زنگنه)) هي قرية إيرانية تقع في قسم لامرد الريفي في الناحية المركزية في مقاطعة لامرد، محافظة فارس، إيران.